# Martinho Prado Júnior (Mogi Guaçu)
Martinho Prado Júnior é um distrito do município brasileiro de Mogi Guaçu, no interior do estado de São Paulo.

## História

### Origem
Martinho da Silva Prado (1811-1891) desbravou muita mata virgem para dar origem a Fazenda Santa Veridiana e que em 1866 foi a primeira a oeste de Mogi-Guaçu a dedicar-se ao cultivo de café. Além de cafeicultor, foi um dos fundadores da Companhia Paulista de Estradas de Ferro, da Companhia Mogiana de Estradas de Ferro e da Companhia Ituana de Estradas de Ferro. 
Seu Martinho, como era conhecido, teve a ajuda dos filhos Antônio da Silva Prado, também conhecido como Conselheiro Antônio Prado (1840-1929), e Martinho da Silva Prado Júnior (1843-1906).
Juntos, os irmãos se tornaram por algum tempo um dos maiores produtores de café do mundo. Martinico Prado, como era conhecido, além de ser um importante produtor de café, foi também deputado estadual, ministro, senador e prefeito de São Paulo.

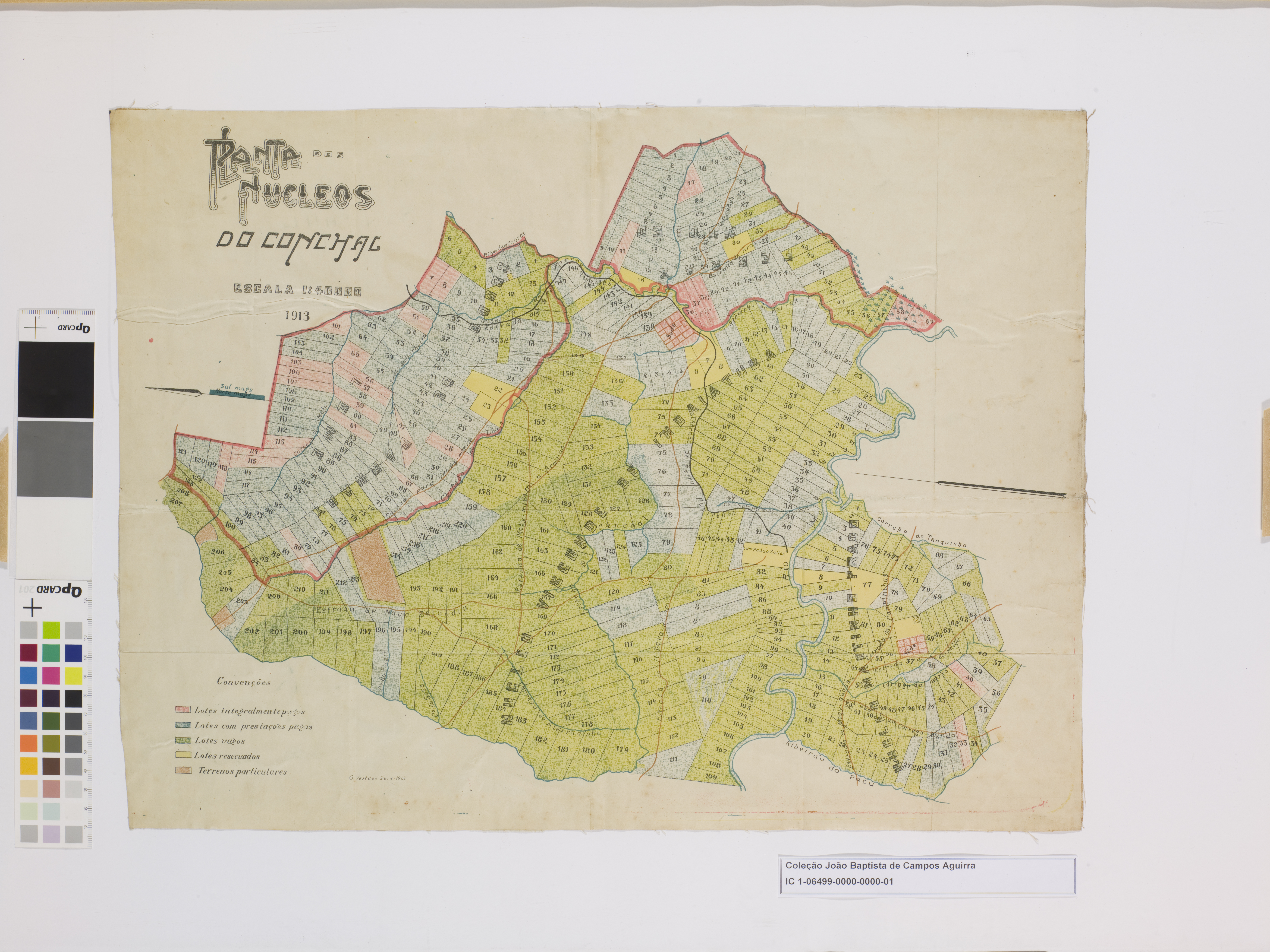
Planta dos Núcleos Coloniais do Conchal com suas sedes (Tujuguaba, Conchal e Martinho Prado Júnior).

Em 1900 o Governo do Estado de São Paulo adquiriu uma área desmembrada da Fazenda Santa Veridiana, que hoje é conhecida como Estação Experimental, e implantou nela o Núcleo Colonial Martinho Prado, sendo a sua sede o atual distrito, próxima da estação ferroviária Pádua Sales, mas esta localizada em território que atualmente pertence ao município de Conchal, no outro lado do Rio Mojiguaçu.
Com o passar dos anos, os fazendeiros e sitiantes foram adquirindo pequenas moradias e aos poucos o local foi adquirindo as características de um povoado.

### Formação administrativa
- Distrito criado pela Lei n° 3.198 de 23/12/1981, com sede no bairro de igual nome e com território desmembrado do distrito de Mogi Guaçu[5][6].

## Geografia

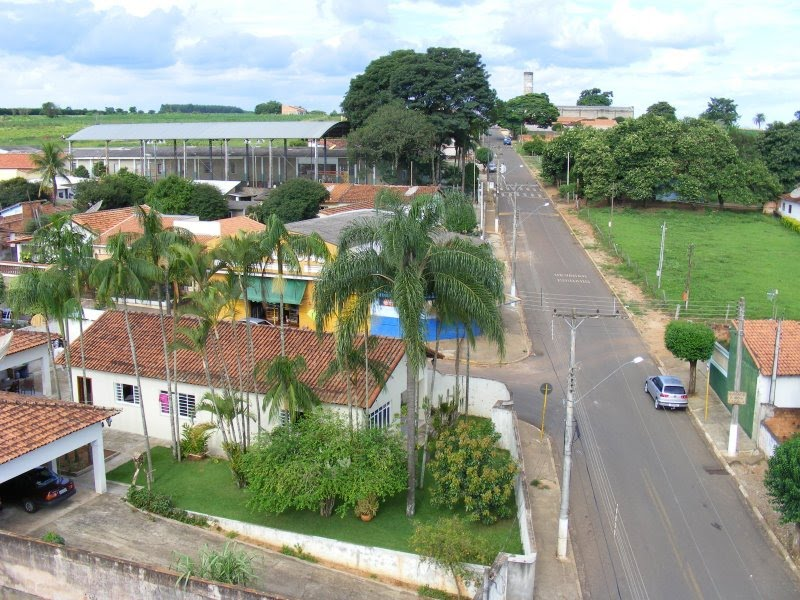
Aspecto local.

### Demografia

#### População urbana
| Crescimento população urbana | Crescimento população urbana | Crescimento população urbana | Crescimento população urbana |
| Censo                        | Pop.                         |                              | %±                           |
| ---------------------------- | ---------------------------- | ---------------------------- | ---------------------------- |
| 1991                         | 1 893                        |                              | —                            |
| 2000                         | 2 731                        |                              | 44,3%                        |
| 2010                         | 3 056                        |                              | 11,9%                        |
| Fonte: IBGE e Fundação SEADE |                              |                              |                              |

#### População total
Pelo Censo 2010 (IBGE) a população total do distrito era de 3 818 habitantes.

### Área territorial
A área territorial do distrito é de 138,739 km².

### Rodovias
O principal acesso ao distrito é a Rodovia Professor Zeferino Vaz (SP-332). Está a 20 km da cidade de Mogi Guaçu por estrada vicinal.

### Hidrografia
O distrito localiza-se às margens do Rio Mojiguaçu.

## Serviços públicos

### Registro civil
Feito na sede do município, pois o distrito não possui Cartório de Registro Civil das Pessoas Naturais.

### Saneamento
O serviço de abastecimento de água é feito pelo Serviço Autônomo Municipal de Água e Esgoto de Mogi Guaçu (SAMAE).

### Energia
A responsável pelo abastecimento de energia elétrica é a Neoenergia Elektro, antiga CESP.

### Telecomunicações
O distrito era atendido pela Telecomunicações de São Paulo (TELESP), que inaugurou a central telefônica utilizada até os dias atuais. Em 1998 esta empresa foi vendida para a Telefônica, que em 2012 adotou a marca Vivo para suas operações.

## Atividades econômicas
A citricultura é a principal atividade econômica da região, seguida da agropecuária.

## Religião

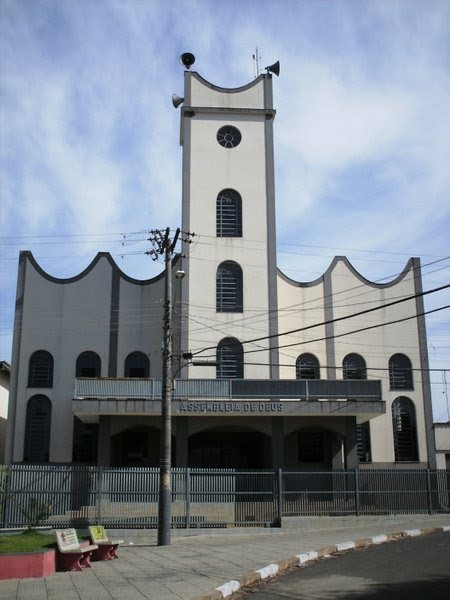
Assembleia de Deus Ministério de Madureira.

O Cristianismo se faz presente no distrito da seguinte forma:

### Igreja Católica
- A igreja faz parte da Diocese de São João da Boa Vista[17].

### Igrejas Evangélicas
- Assembleia de Deus - O distrito possui congregação da Assembleia de Deus Ministério de Madureira.
- Congregação Cristã no Brasil[18].